# Gör porten hög, gör dörren bred
Gör porten hög, gör dörren bred är en adventspsalm av Georg Weissel från 1623. Originaltitel Macht hoch die Tür, die Tor macht weit. Översatt till svenska av Jakob Arrhenius 1694, och bearbetad av Jesper Swedberg samma år enligt både 1819 och 1937 års psalmböcker. Denna uppgift togs bort i 1986 års psalmbok. Bearbetad av Johan Olof Wallin 1816 och Anders Frostenson 1980. Vid psalmens publicering 1892 i Herde-Rösten var inledningen och melodi som tidigare, men med en text av J. G. Frech, för att bättre stämma med Svenska Missionskyrkans dåtida bibeltolkning.
Textens inledningsrad alluderar på Psaltaren 24:7-10, vilket är densamma som Gunnar Wennerberg tonsatt (Gören portarne höga och dörrarne vida).
Melodin (e-moll, 6/4) är svensk, känd från 1697 års koralbok. Enligt 1921 års koralbok med 1819 års psalmer infördes en alternativ melodi till psalmen enligt Freylinghausens Gesangbuch från 1704. 

## Publicerad i
- 1695 års psalmbok som nr 117 under rubriken "Advents-Psalmer".
- 1819 års psalmbok som nr 52 under rubriken "Jesu kärleksfulla uppenbarelse i mänskligheten: Jesu anträde till sitt medlarekall. Adventspsalmer".
- Sionstoner 1889 som nr 445 med verserna 1-2 och 5, under rubriken "Psalmer".
- Herde-Rösten 1892 som nr 271 under rubriken "Israel:"
- Svensk söndagsskolsångbok 1908 som nr 16  under rubriken "Adventssånger".
- Svenska Missionsförbundets sångbok 1920 som nr 77 under rubriken "Jesu födelse"
- Sionstoner 1935 som nr 44 under rubriken "Advent".
- 1937 års psalmbok som nr 42under rubriken "Advent".
- Finlandssvenska psalmboken 1986 som nr 3 under rubriken "Advent".
- Svenska psalmboken 1986 som nr 107 under rubriken "Advent".